# Chính sách thị thực của Serbia
Du khách đến Serbia phải xin thị thực từ một trong những phái bộ ngoại giao của Serbia trừ khi họ đến từ một trong những quốc gia được miễn thị thực.
Chính phủ Serbia dựa trên những thỏa thuận song phương hoặc quyết định đơn phương để cho phép công dân của một số nước được đến Serbia để du lịch và công tác không cần xin thị thực. Công dân của các quốc gia khác phải xin thị thực tại Đại sứ quán hoặc Lãnh sự quán của Cộng hòa Serbia trong quốc gia họ định cư.
Chính sách thị thực của Serbia giống với chính sách thị thực Khối Schengen. Serbia miễn thị thực với tất cả các quốc gia thuộc Phụ lục II của khối Schengen, ngoại trừ Antigua và Barbuda, Brunei, Dominica, El Salvador, Gruzia, Grenada, Guatemala, Honduras, Kiribati, Malaysia, Mauritius, Quần đảo Marshall, Micronesia, Nicaragua, Palau, Panama, Samoa, Saint Kitts và Nevis, Saint Lucia, Quần đảo Solomon, Đông Timor, Tonga, Trinidad và Tobago, Đài Loan, Tuvalu, Vanuatu và Venezuela. Nó cũng miễn thị thực thêm với một số quốc gia – Bahrain, Belarus, Bolivia, Trung Quốc, Cuba, Guinea-Bissau, Ấn Độ, Indonesia, Iran, Jamaica, Kazakhstan, Kuwait, Mông Cổ, Oman, Qatar, Nga, Suriname, Tunisia và Thổ Nhĩ Kỳ.

## Bản đồ chính sách thị thực

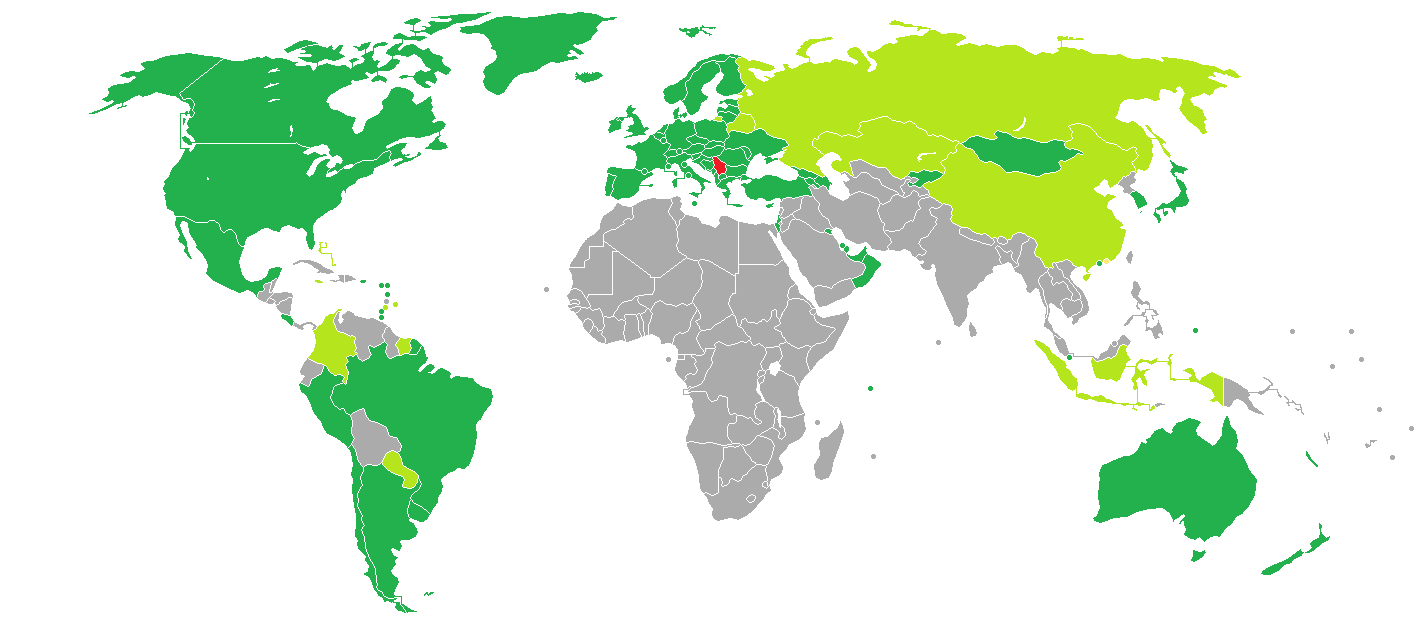
Chính sách thị thực của Serbia
Serbia
Miễn thị thực tối đa 90 ngày trong vòng 180 ngày
Miễn thị thực 30 ngày mỗi lần nhập cảnh lên đến tổng công 90 ngày trong mỗi chu kỳ 180 ngày (trong vòng 1 năm đối với công dân Ấn Độ và Iran)
Miễn thị thực 14 ngày mỗi lên lên đến 90 ngày trong mỗi 180 ngày
Miễn thị thực với người sở hữu hộ chiếu ngoại giao và công vụ
Cần xin thị thực từ trước

## Miễn thị thực
Công dân và người sở hữu hộ chiếu phổ thông của 84 quốc gia và vùng lãnh thổ sau có thể đến và ở lại Serbia mà không cần thị thực lên tới 90 ngày trong 6 tháng (trừ khi có chú thích). Nếu họ muốn ở lâu hơn, họ muốn ở lâu hơn, họ phải xin giấy phép cư trú từ Bộ Nội vụ:
| - Tất cả công dân Liên minh Châu Âu 1 2 - Albania - Andorra - Argentina - Ấn Độ 7 - Bahamas7 - Bahrain - Barbados7 - Belarus 4 - Bolivia - Bosnia và Herzegovina 2 - Brasil - Các Tiểu vương quốc Ả Rập Thống nhất - Canada - Chile - Colombia7 - Costa Rica - Cuba - Guinea-Bissau 7 - Hàn Quốc - Hoa Kỳ - Hồng Kông 5 - Iceland - Indonesia 7 - Iran 7 - Israel - Jamaica7 - Kazakhstan 4 - Kuwait | - Liechtenstein - Macao - Macedonia 2 - Mexico - Moldova - Monaco - Mông Cổ - Montenegro 2 - Na Uy - New Zealand - Nga 4 - Nhật Bản - Oman - Paraguay7 - Peru - Qatar - Saint Vincent và Grenadines 7 - San Marino - Seychelles - Singapore - Suriname 7 - Thụy Sĩ 2 - Tòa Thánh - Trung Quốc 4 6 - Tunisia - Thổ Nhĩ Kỳ - Úc - Ukraina 3 - Uruguay |

Chú thích
1. ^  Bao gồm tất cả các loại quốc tịch Anh.
2. ^  Có thể nhập cảnh bằng thẻ căn cước để ở lại lên đến 90 ngày trong vòng 180 ngày.
3. ^  30 ngày trong mỗi chu kỳ 60 ngày.
4. ^  30 ngày, tổng cộng tối đa 90 ngày trong mỗi chu kỳ 180 ngày.
5. ^  14 ngày.
6. ^  90 ngày đối với người sở hữu hộ chiếu làm việc công.
7. ^  30 ngày trong một năm.

Thỏa thuận miễn thị thực với hộ chiếu phổ thông được ký với Kyrgyzstan vào ngày 5 tháng 12 năm 2017 và chưa được thông qua.

### Thị thực thay thế
Kể từ tháng 11 năm 2014 người sở hữu thị thực có hiệu lực và cư dân của Liên minh Châu Âu và quốc gia thành viên Khối Schengen và Hoa Kỳ có thể đến Serbia không cần thị thực tối đa 90 ngày trong 180 ngày, miễn là thị thực của họ còn hiệu lực trong suốt thời gian ở lại đây.

### Chính sách qua lại
Công dân Serbia được miễn thị thực đến hầu hết các quốc gia họ miễn thị thực trừ Úc, Bahamas, Bahrain, Barbados, Bolivia (thị thực tại cửa khẩu), Các Tiểu vương quốc Ả Rập Thống nhất, Canada, Colombia, Guinea-Bissau (thị thực điện tử và thị thực tại cửa khẩu), Ấn Độ (thị thực điện tử), Ireland, Kuwait (thị thực tại cửa khẩu), Mexico, New Zealand, Oman (thị thực tại cửa khẩu), Paraguay, Qatar, Suriname, Anh Quốc và Mỹ.

### Hộ chiếu ngoại giao và công vụ
Ngoài ra, chỉ người sở hữu hộ chiếu ngoại giao và công vụ của các nước sau được miễn thị thực Serbia lên đến 90 ngày (trừ khi có chú thích):
| - Ai Cập (chỉ ngoại giao) - Algeria - Armenia - Azerbaijan - Ấn Độ - Bắc Triều Tiên - Ecuador | - Gruzia - Guatemala - Guinea - Indonesia (30 ngày) - Kyrgyzstan - Lào (30 days) - Liban | - Maroc - Pakistan (30 days) - Thái Lan - Venezuela - Việt Nam - UN Laissez-Passer đi làm nhiệm vụ - Dòng Chiến sĩ Toàn quyền Malta |

Serbia ký thỏa thuận miễn thị thực với người sở hữu hộ chiếu ngoại giao và công vụ của  Iraq vào tháng 1 năm 2017 nhưng chưa được thông qua.

## Đăng ký bắt buộc

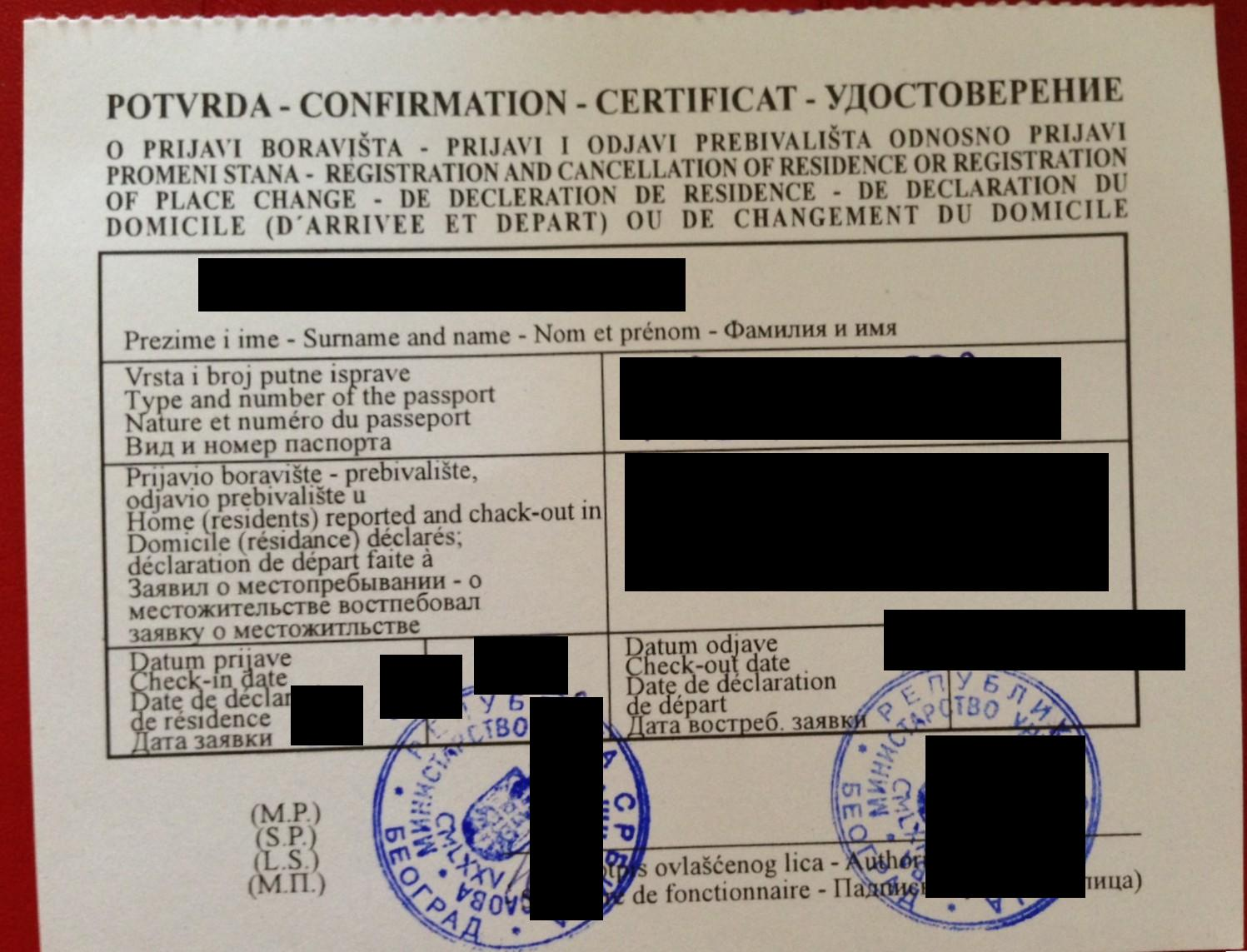
Registration and cancellation of residence or registration of place change form

Nếu du khách nước ngoài ở lại khách sạn khi ghé thăm Serbia, họ không phải đăng ký với cảnh sát, vì khách sạn đó sẽ hoàn thành việc đăng ký thay mặt cho khách.
Nếu du khách đến thăm bạn bè hoặc gia đình và ở với họ, tất cả du khách phải đăng ký với Cụ người ngoại quốc của Bộ Nội vụ ở nơi họ định ở lại, trong vòng 24 giờ sau khi nhập cảnh. Tại Cục, họ sẽ điền đơn (một loại thẻ hạ cánh) được chia làm hai phần (phải điền cả hai phần. Đơn được xử lý bởi cán bộ phụ trách và một phần được đóng dấu sẽ được trả lại cho du khách. Du khách phải luôn amng theo chứng nhận này theo mình cùng với hộ chiếu hoặc (đối với một số công dân) thẻ căn cước. Người nước ngoài khi đến đăng ký nếu biết ngày xuất cảnh nên nói luôn với cán bộ để đỡ phải quay lại hủy đăng ký khi xuất cảnh. Việc đăng ký được thực hiện miễn phí. Tại nơi xuất cảnh, chứng nhận này sẽ được thu bởi nhân viên xuất nhập cảnh. Nếu không làm được sẽ bị phạt.

## Kosovo
Người sống tại Kosovo, nếu có thể chứng minh mình là công dân Serbia, có thể xin hộ chiếu Serbia, được cấp bởi Serbian Coordination Directorate. Người có hộ chiếu này phải xin thị thực để vào EU.
Trước năm 2008, UNMIK cấp giấy tờ du hành Giấy tờ du hành này được công nhận bởi một số quốc gia, nhưng thường là bị từ chối tại các biên giới. Mọi người đã từng có thể dùng cả hộ chiếu Serbia và giấy tờ du hành UNMIK. Serbia không công nhận giấy tờ được cấp bởi Liên Hợp Quốc.
Kể từ năm 2008, chính phủ Kosovo đã cấp hộ chiếu riêng của họ, 
thay thế giấy tờ du hành UNMIK.

## Thống kê du khách
Hầu hết du khách đến Serbia du lịch (chỉ tính khách tại khách sạn và những nơi cho khách du lịch ở) đều đến từ các quốc gia sau:
| Quốc gia             | 2017      | 2016      | 2015      |
| -------------------- | --------- | --------- | --------- |
| Bosna và Hercegovina | 108.058   | 100.579   | 87.397    |
| Thổ Nhĩ Kỳ           | 99.500    | 83.676    | 64.191    |
| Bulgaria             | 91.233    | 88.089    | 70.891    |
| Croatia              | 83.499    | 75.732    | 65.886    |
| Montenegro           | 79.326    | 77.396    | 70.861    |
| Slovenia             | 78.486    | 74.096    | 65.754    |
| Đức                  | 78.211    | 63.935    | 60.886    |
| Hy Lạp               | 67.395    | 61749     | 43.869    |
| Romania              | 66.747    | 53.053    | 44.225    |
| Macedonia            | 60.564    | 55.263    | 43.404    |
| Tổng                 | 1.497.173 | 1.281.426 | 1.132.221 |